# SC Bern
SC Bern (celým názvem: Schlittschuh-Club Bern) je švýcarský klub ledního hokeje, který sídlí ve městě Bern ve stejnojmenném kantonu. Založen byl v roce 1931. Švýcarským mistrem se stal celkem šestnáctkrát, poslední titul získal Bern v sezóně 2018/19. SC Bern je dlouhodobě známý jako klub s nejvyššími návštěvami v Evropě. Za sezonu 2012/13 to bylo 16 330 diváků na zápas. Od sezóny 1986/87 působí v National League, švýcarské nejvyšší soutěži ledního hokeje. Klubové barvy jsou černá, žlutá a červená.
Své domácí zápasy odehrává v PostFinance-Areně s kapacitou 17 031 diváků.

## Získané trofeje
- Championnat / National League A ( 16× )
  - 1958/59, 1964/65, 1973/74, 1974/75, 1976/77, 1978/79, 1987/89, 1990/91, 1991/92, 1996/97, 2003/04, 2009/10, 2012/13, 2015/16, 2016/17, 2018/19
- Schweizer Cup ( 2× )
  - 1965, 2014/15

## Přehled ligové účasti
Zdroj: 
- 1931–1937: Championnat National (1. ligová úroveň ve Švýcarsku)
- 1937–1956: National League (1. ligová úroveň ve Švýcarsku)
- 1956–1958: National League B West (2. ligová úroveň ve Švýcarsku)
- 1958–1967: National League (1. ligová úroveň ve Švýcarsku)
- 1967–1968: National League B Ost (2. ligová úroveň ve Švýcarsku)
- 1968–1969: National League B West (2. ligová úroveň ve Švýcarsku)
- 1969–1970: National League (1. ligová úroveň ve Švýcarsku)
- 1970–1972: National League B Ost (2. ligová úroveň ve Švýcarsku)
- 1972–1982: National League (1. ligová úroveň ve Švýcarsku)
- 1982–1984: National League B West (2. ligová úroveň ve Švýcarsku)
- 1984–1986: National League B (2. ligová úroveň ve Švýcarsku)
- 1986– : National League (1. ligová úroveň ve Švýcarsku)

## Jednotlivé sezóny
| Švýcarsko (1992 – ) |                  |                                              |                                                                 |
| Sezona              | Umístění v ZČ    | Play-off                                     | Češi                                                            |
| 1992/1993           | Bronzová medaile | Čtvrtfinále Prohra s HC Ambrì-Piotta 1 : 4   |                                                                 |
| 1993/1994           | 5. místo         | Čtvrtfinále Prohra s EV Zug 2 : 3            |                                                                 |
| 1994/1995           | 6. místo         | Semifinále Prohra s EHC Kloten 0 : 3         |                                                                 |
| 1995/1996           | Zlatá medaile    | Finále Prohra s EHC Kloten 0 : 3             |                                                                 |
| 1996/1997           | Zlatá medaile    | Finále Výhra s EV Zug 3 : 0                  |                                                                 |
| 1997/1998           | 5. místo         | Čtvrtfinále Prohra s HC Ambrì-Piotta 3 : 4   |                                                                 |
| 1998/1999           | 4. místo         | Čtvrtfinále Prohra s EV Zug 2 : 4            |                                                                 |
| 1999/2000           | 5. místo         | Čtvrtfinále Prohra s HC Ambrì-Piotta 1 : 4   |                                                                 |
| 2000/2001           | 6. místo         | Semifinále Prohra s HC Lugano 2 : 4          |                                                                 |
| 2001/2002           | 8. místo         | Čtvrtfinále Prohra s HC Davos 2 : 4          |                                                                 |
| 2002/2003           | Bronzová medaile | Semifinále Prohra s HC Davos 3 : 4           |                                                                 |
| 2003/2004           | Stříbrná medaile | Finále Výhra s HC Lugano 3 : 2               |                                                                 |
| 2004/2005           | 8. místo         | Semifinále Prohra s HC Davos 2 : 4           |                                                                 |
| 2005/2006           | Zlatá medaile    | Čtvrtfinále Prohra s EHC Kloten 2 : 4        |                                                                 |
| 2006/2007           | Stříbrná medaile | Finále Prohra s HC Davos 3 : 4               | Michal Barinka, Petr Hubáček                                    |
| 2007/2008           | Zlatá medaile    | Čtvrtfinále Prohra s Fribourg-Gottéron 2 : 4 | Patrik Štefan                                                   |
| 2008/2009           | Zlatá medaile    | Čtvrtfinále Prohra s EV Zug 2 : 4            |                                                                 |
| 2009/2010           | Zlatá medaile    | Finále Výhra s HC Servette Ženeva 4 : 3      |                                                                 |
| 2010/2011           | Bronzová medaile | Semifinále Prohra s EHC Kloten 3 : 4         |                                                                 |
| 2011/2012           | 5. místo         | Finále Prohra s ZSC Lions 3 : 4              |                                                                 |
| 2012/2013           | Stříbrná medaile | Finále Výhra s Fribourg-Gottéron 4 : 3       | Jaroslav Bednář, Petr Sýkora                                    |
| 2013/2014           | 9. místo         | Ne                                           | Rostislav Olesz                                                 |
| 2014/2015           | Stříbrná medaile | Semifinále Prohra s HC Davos 0 : 4           |                                                                 |
| 2015/2016           | 8. místo         | Finále Výhra s HC Lugano 4 : 1               | Jakub Štěpánek                                                  |
| 2016/2017           | Zlatá medaile    | Finále Výhra s EV Zug 4 : 2                  |                                                                 |
| 2017/2018           | Zlatá medaile    | Semifinále Prohra s ZSC Lions 2 : 4          |                                                                 |
| 2018/2019           | Zlatá medaile    | Finále Výhra s EV Zug 4 : 2                  |                                                                 |
| 2019/2020           | 9. místo         | play-off zrušeno kvůli pandemii covidu-19    |                                                                 |
| 2020/2021           | 9. místo         | Čtvrtfinále Prohra s EV Zug 2 : 4            |                                                                 |
| 2021/2022           | 11. místo        | Ne                                           |                                                                 |
| 2022/2023           | 8. místo         | Čtvrtfinále Prohra s EHC Biel 2 : 4          |                                                                 |
| 2023/2024           | 5. místo         | Čtvrtfinále Prohra s EV Zug 3 : 4            | Martin Frk v průběhu sezony odchod do SC Rapperswil-Jona Lakers |
| 2024/2025           |                  |                                              | Lukáš Klok                                                      |

## Účast v mezinárodních pohárech
Zdroj: 
Legenda: SP - Spenglerův pohár, EHP - Evropský hokejový pohár, EHL - Evropská hokejová liga, SSix - Super six, IIHFSup - IIHF Superpohár, VC - Victoria Cup, HLMI - Hokejová liga mistrů IIHF, ET - European Trophy, HLM - Hokejová Liga mistrů, KP – Kontinentální pohár
- SP 1948 – Základní skupina (4. místo)
- EHP 1965/1966 – 1. kolo
- EHP 1974/1975 – 2. kolo
- EHP 1975/1976 – 3. kolo
- EHP 1977/1978 – 2. kolo
- EHP 1979/1980 – 2. kolo
- EHP 1989/1990 – Semifinálová skupina A (3. místo)
- EHP 1991/1992 – Zápas o 3. místo
- EHP 1992/1993 – Finálová skupina A (4. místo)
- EHL 1997/1998 – Základní skupina C (4. místo)
- HLMI 2008/2009 – Základní skupina B (3. místo)
- ET 2010 – Zápas o 3. místo
- ET 2012 – Východní divize (5. místo)
- ET 2013 – Východní divize (8. místo)
- HLM 2014/2015 – Základní skupina E (4. místo)
- HLM 2015/2016 – Základní skupina A (3. místo)
- HLM 2016/2017 – Čtvrtfinále
- HLM 2017/2018 – Čtvrtfinále
- HLM 2018/2019 – Osmifinále
- HLM 2019/2020 – Osmifinále

## Galerie

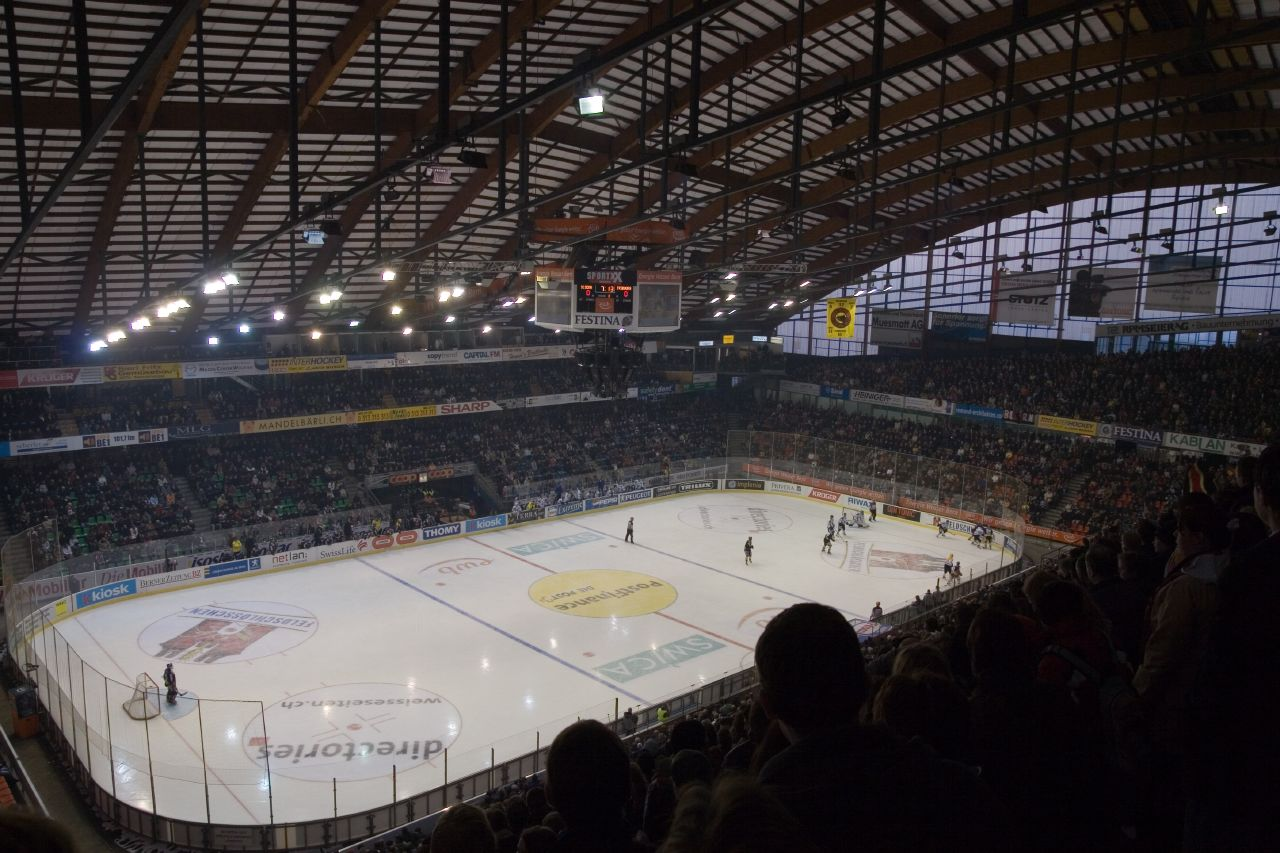
PostFinance-Arena (2006)
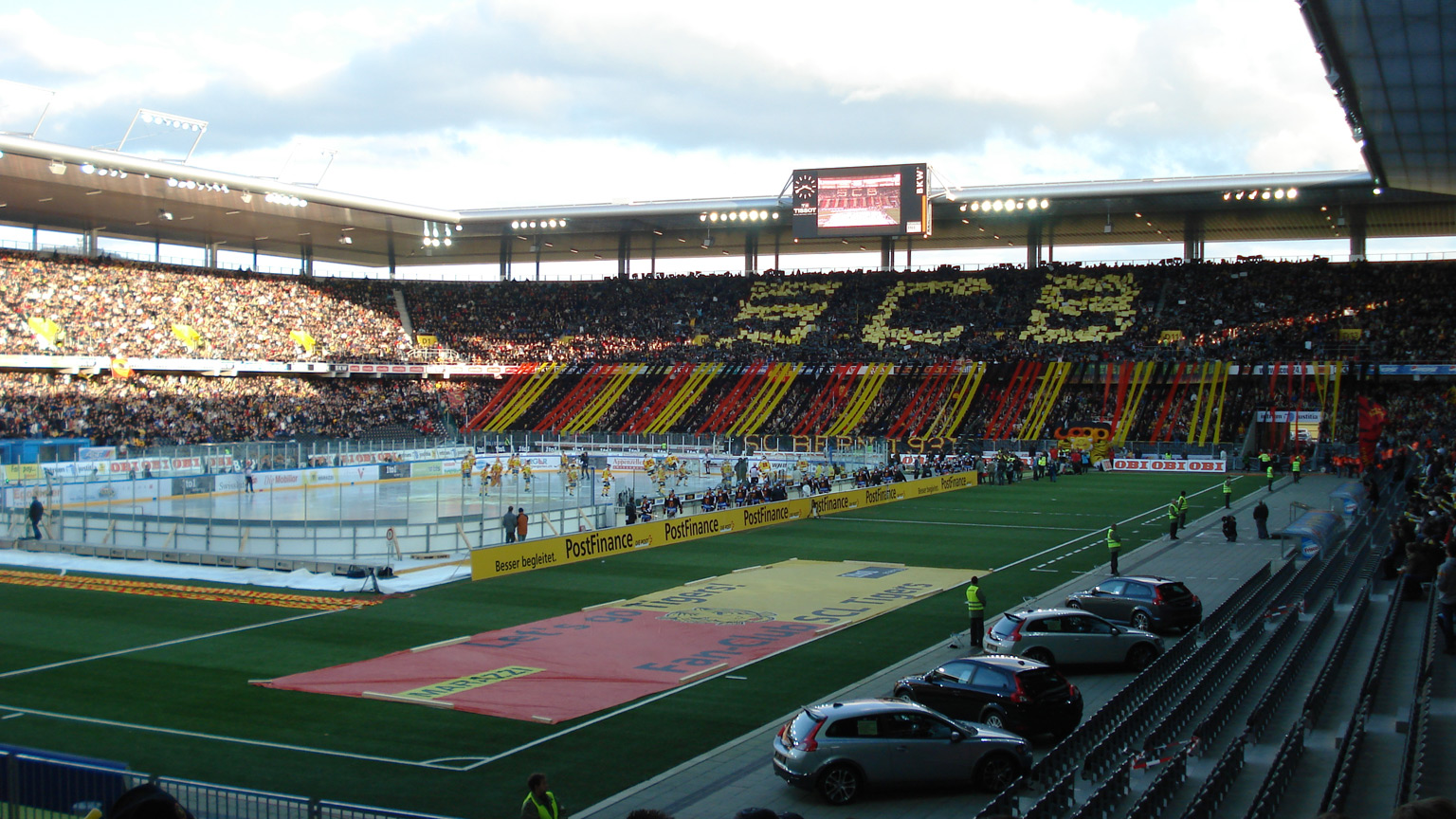
Zápas pod širým nebem na fotbalovém stadionu Stadion Wankdorf v roce 2007
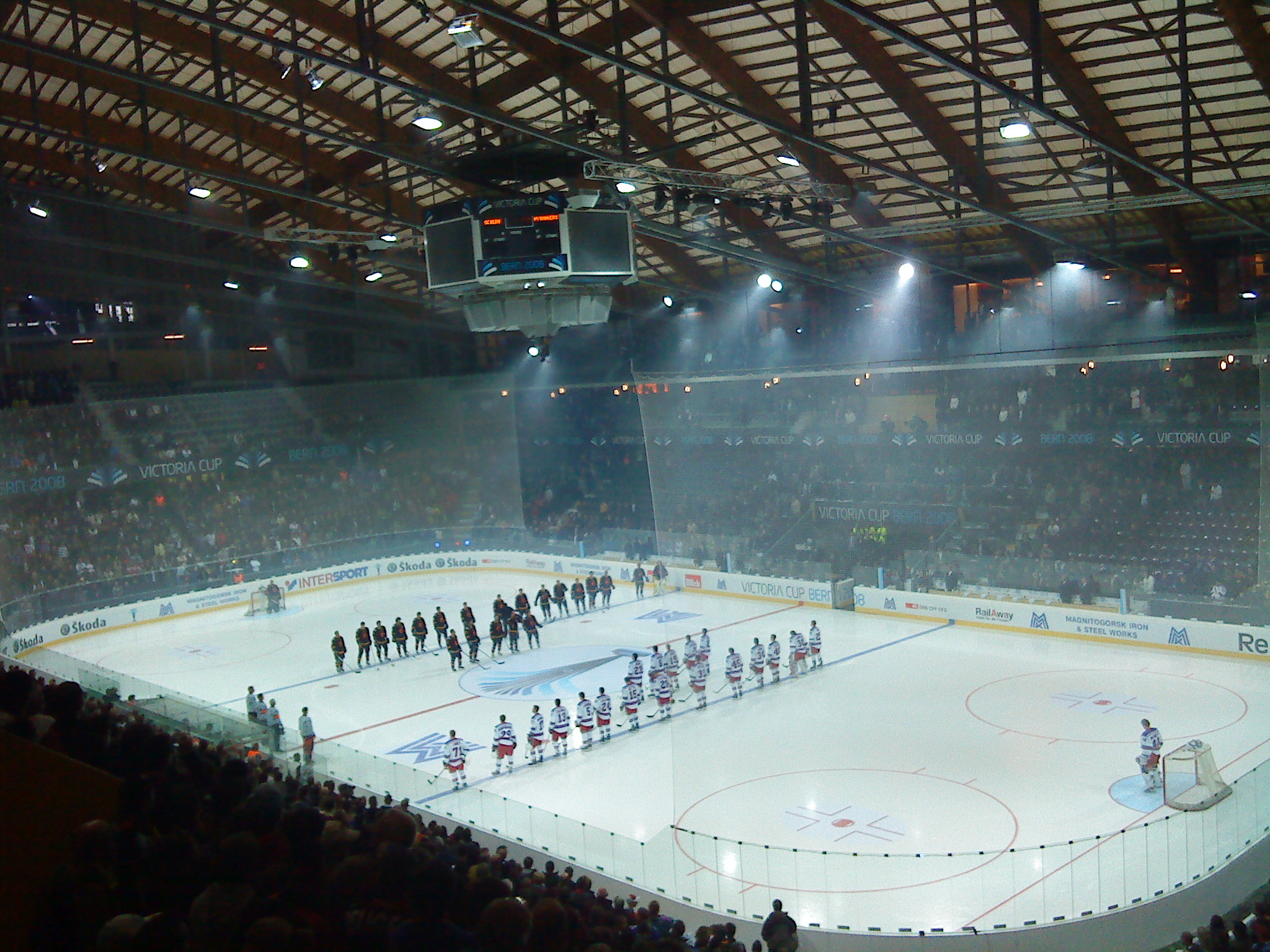
Přátelský zápas proti mužstvu New York Rangers v roce 2008